# Пристине
При́стине — село в Україні, у Рубіжанській міській громаді Сіверськодонецького району Луганської області.
З 1900 р. до 1951 р.- хутір Пристин  
На північ від села річка Плотва впадає в Борову.
Щодо виникнення назви. Хутір побудований поруч з узвишшям над Боровою, пагорб мав до річки дуже круте і високе, як стіна, урвище.  Спонукальний мотив до надання назви : хутір при стіні, отже Пристін.
Пристін — «отвесный берег реки». Харьк. (Словник української мови Бориса Грінченка).
Пор.: Пристін: високий пагорб на правому березі Айдару зветься горою, що проходить через Осинове; мотивується назва апелятивом пристін зі значенням «крутий берег річки» (НП). Крута гора має майже прямовисну форму (Валентина Шевцова. Топонімія Луганщини: посібник  для студента і учителя. Луганськ, «Знання», 2000. С. 72).

## Світлини

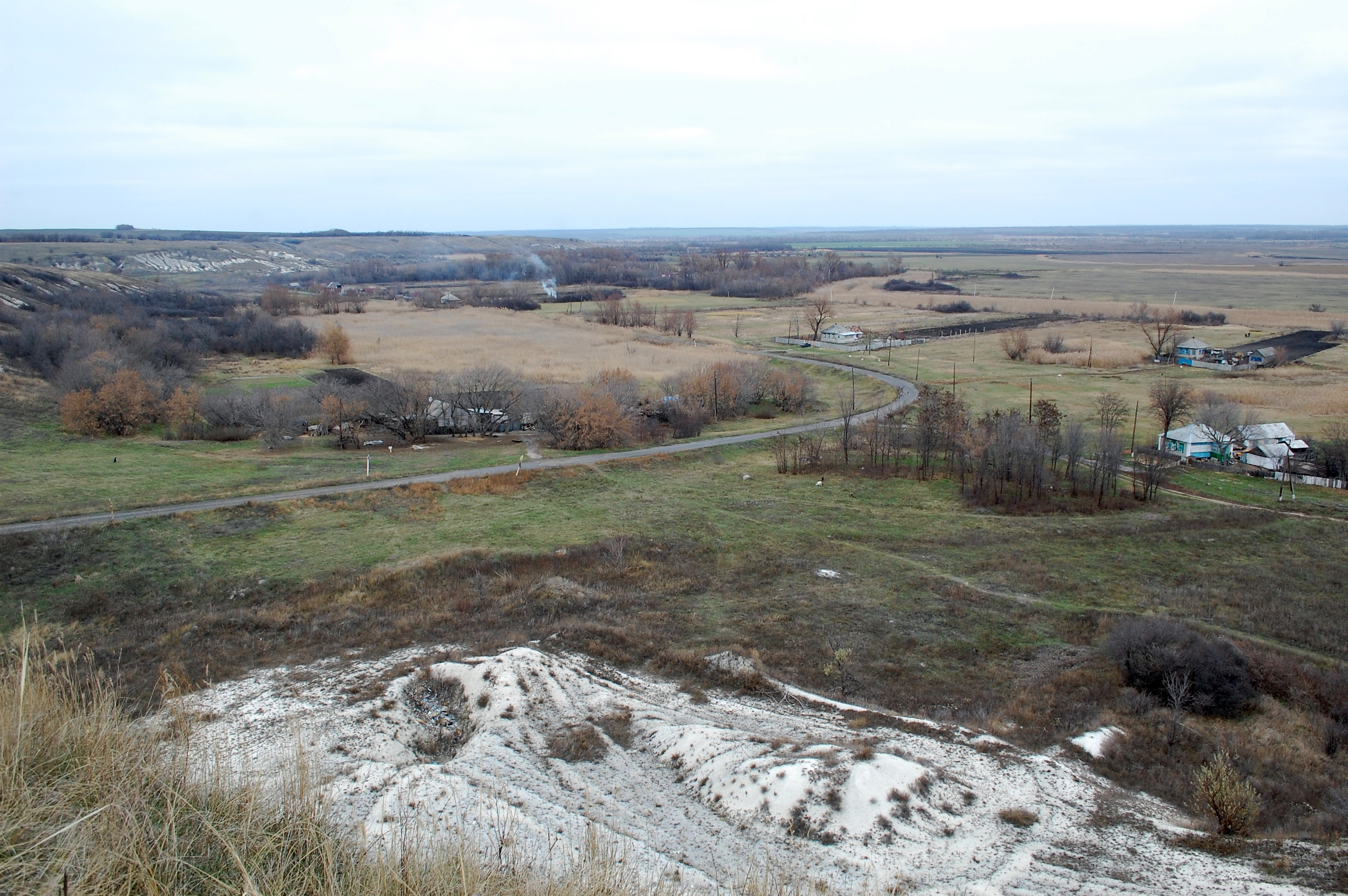
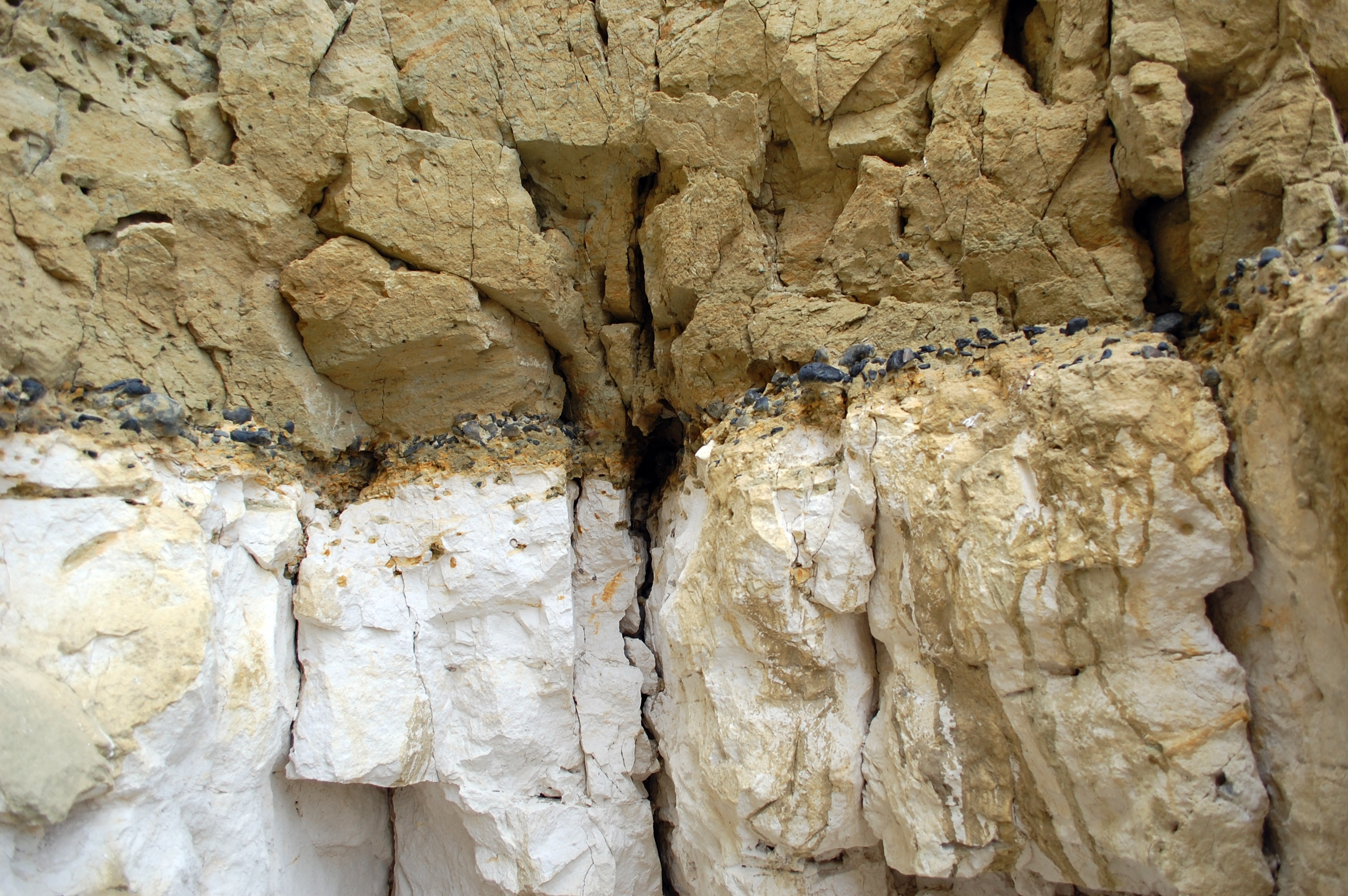
Крейдова гора
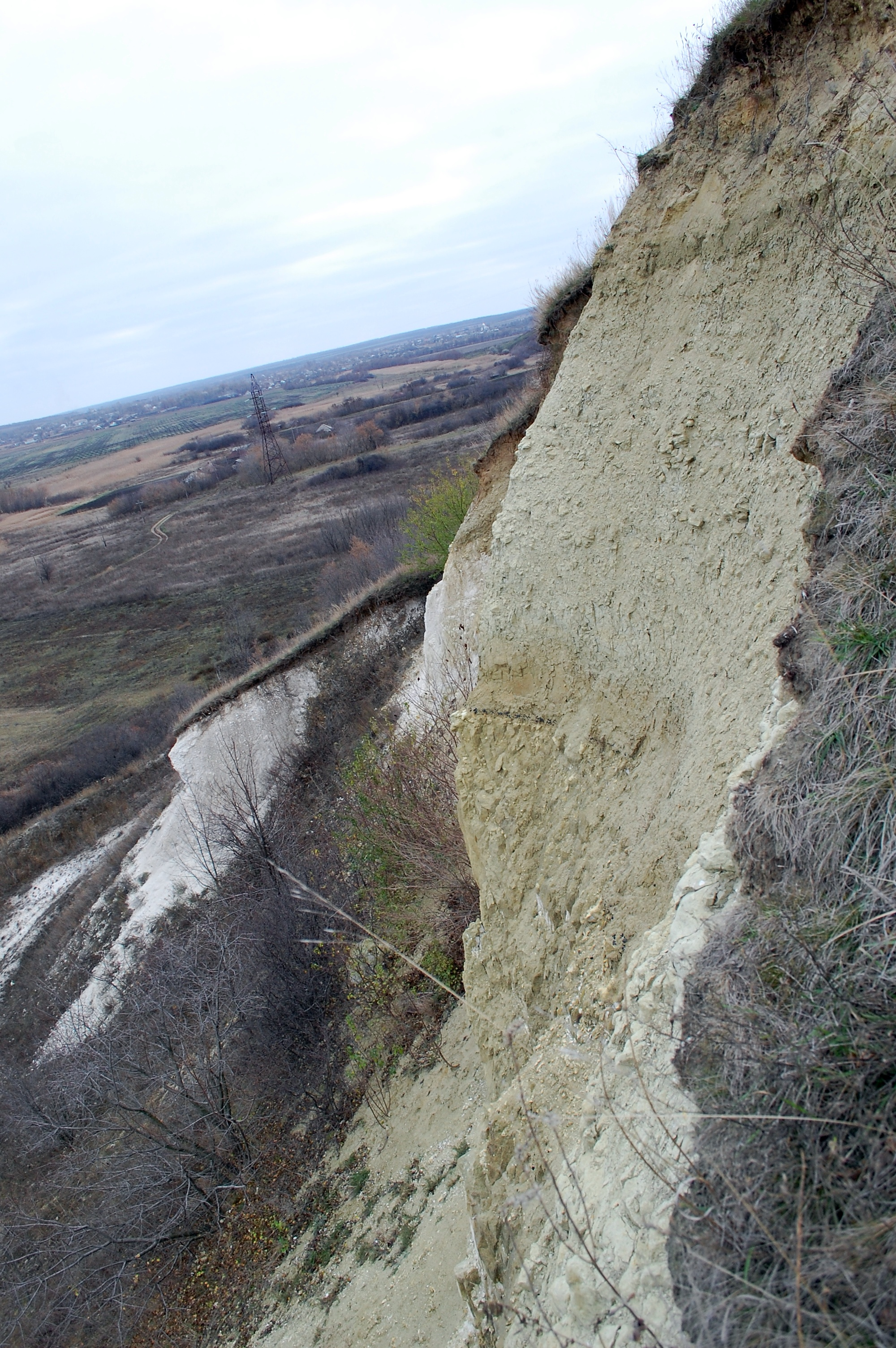
Крейдова гора
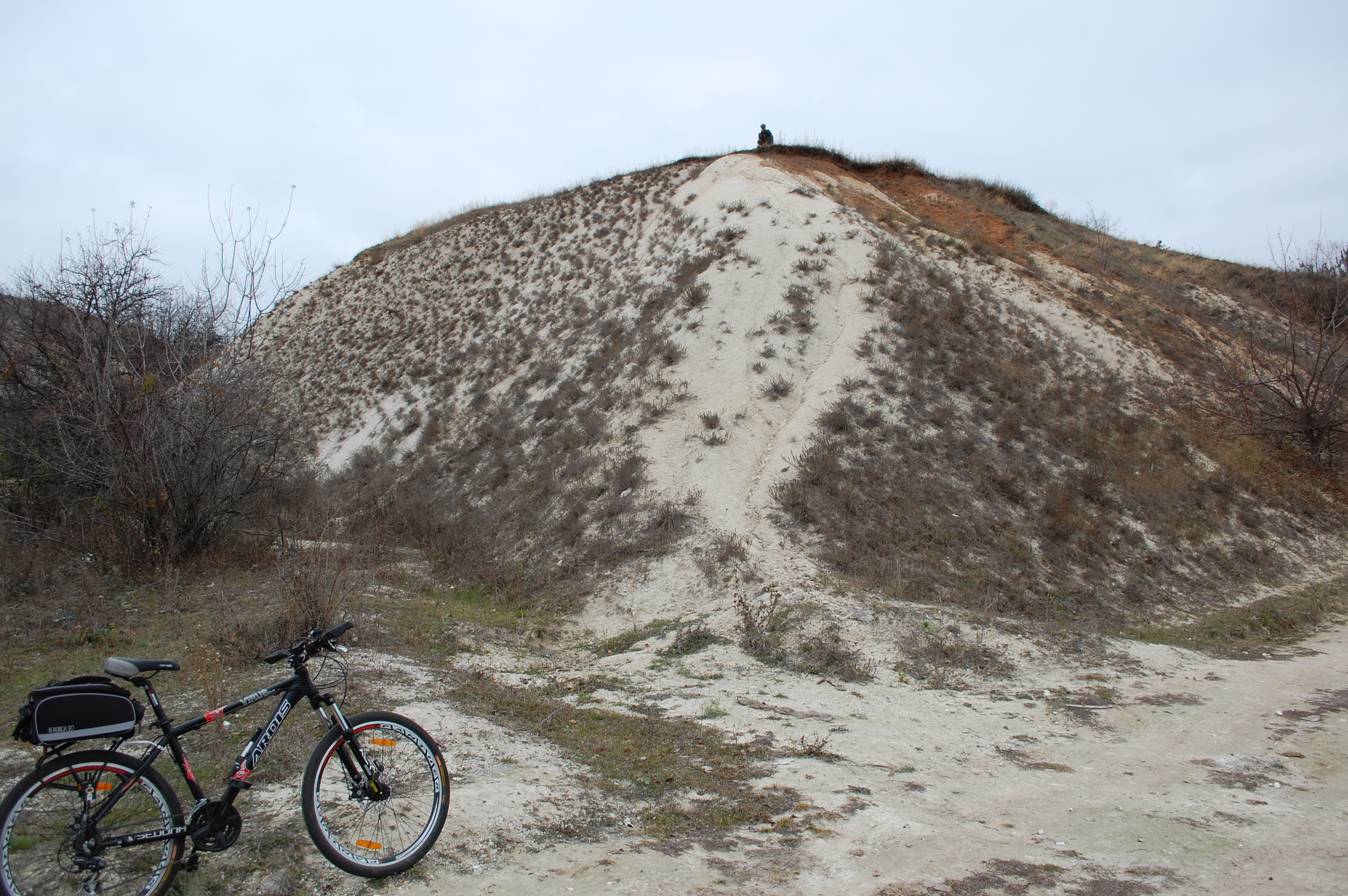
Крейдова гора
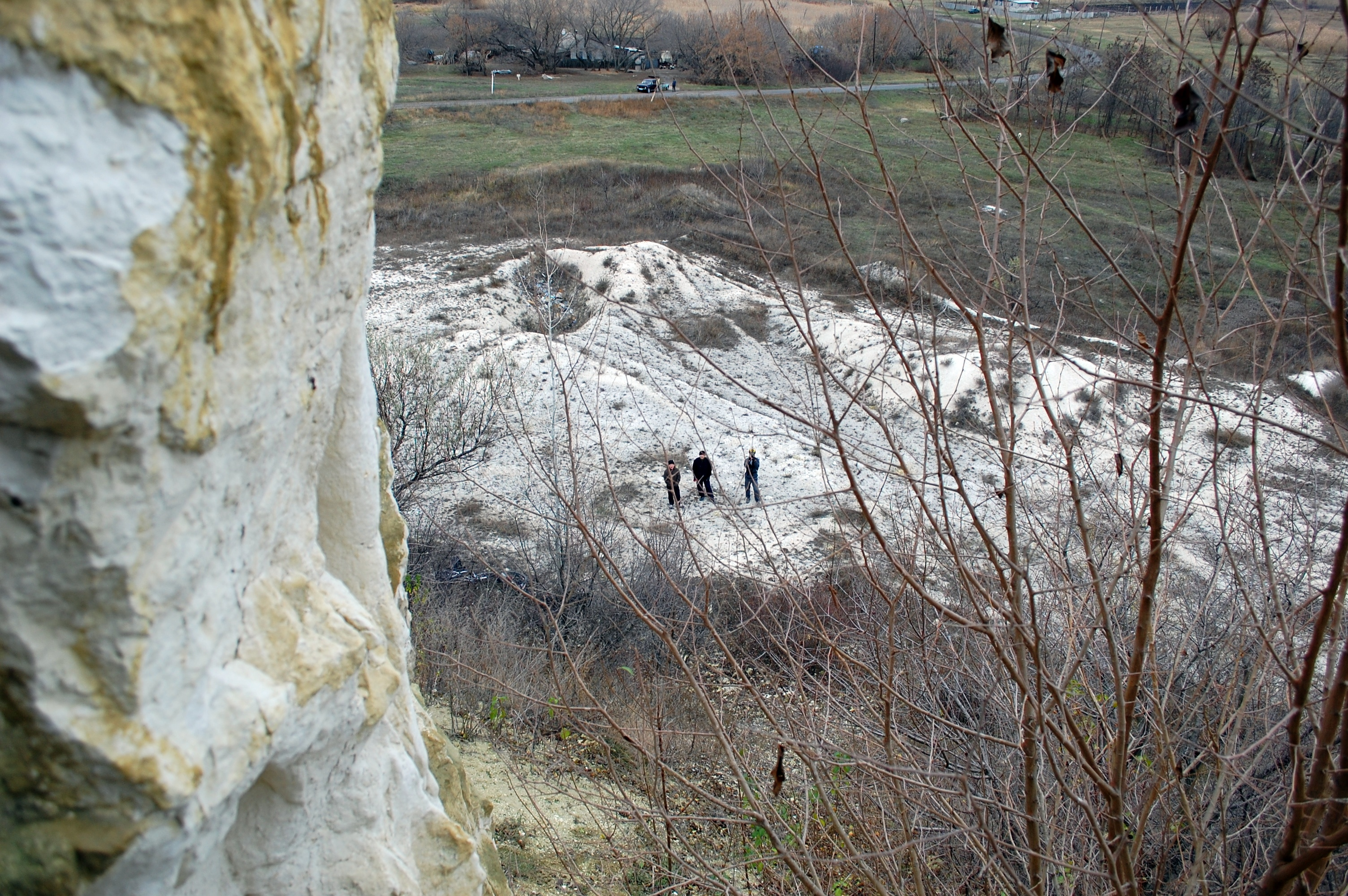
Крейдова гора
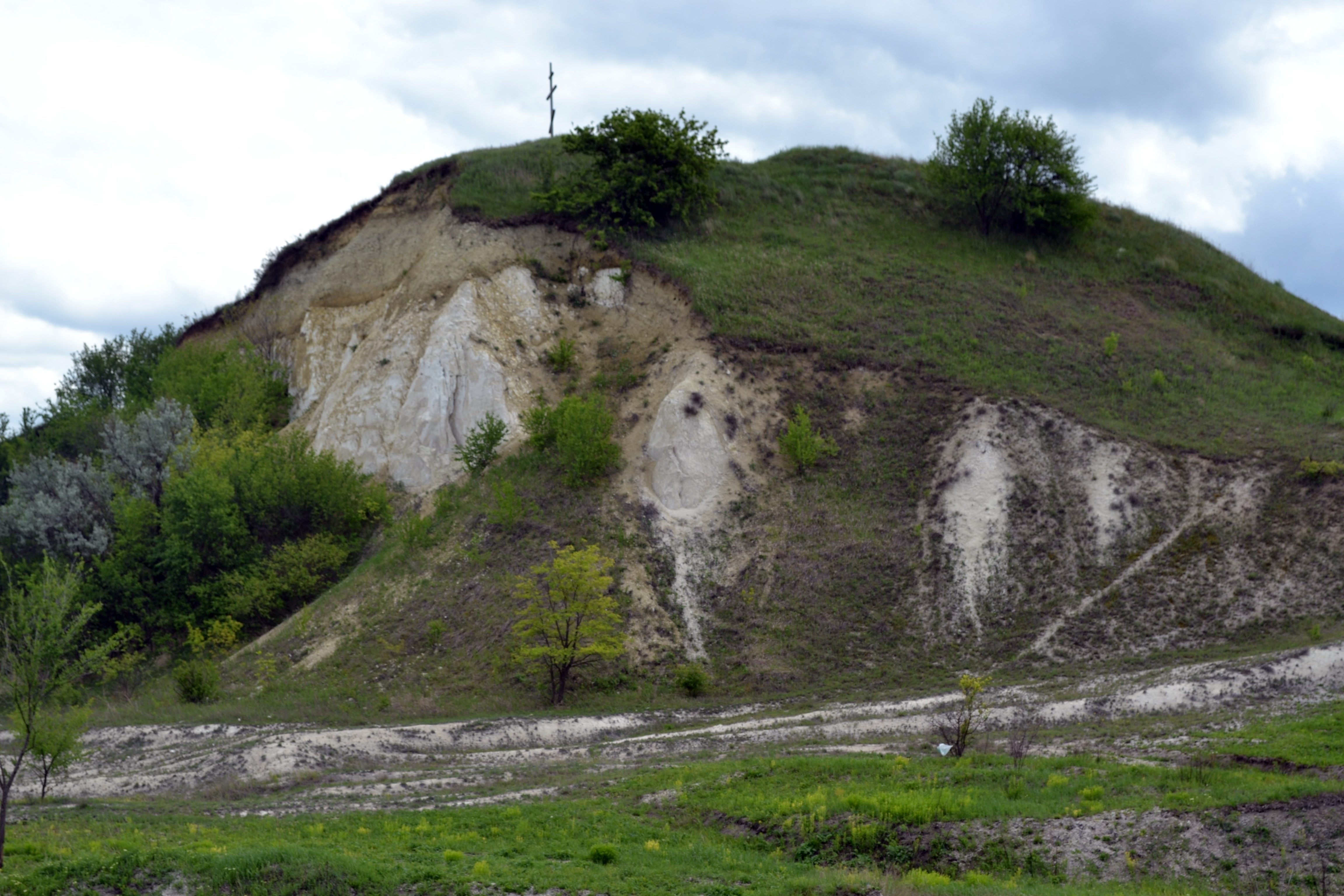
Крейдова гора